# Andriej Solkin
Andriej Fiodorowicz Solkin (ros. Андрей Фёдорович Со́лькин, ur. 1893 we wsi Pyrkino w guberni penzeńskiej, zm. 16 lipca 1937) – radziecki polityk.

## Życiorys
W 1913 ukończył szkołę kolejową w Taszkencie, w kwietniu 1917 wstąpił do SDPRR(b), 1917 był członkiem i sekretarzem Rady Taszkenckiej, a od grudnia 1917 do kwietnia 1918 towarzyszem (zastępcą) ludowego komisarza komunikacji drogowej RFSRR. W maju 1918 został zastępcą przewodniczącego Centralnego Komitetu Wykonawczego (CIK) Turkiestańskiej ASRR, od września 1918 do maja 1919 był przewodniczącym KC Komunistycznej Partii (bolszewików) Turkiestanu, od października 1920 do 1922 studiował w Taszkenckim Uniwersytecie Państwowym, a od grudnia 1920 do 1921 był jego rektorem. Od 1922 wykładał w Moskiewskim Instytucie Inżynierów Transportu Kolejowego, 1925-1927 był przewodniczącym Centralnej Rady Gospodarki Narodowej Turkmeńskiej SRR i jednocześnie zastępcą przewodniczącego Rady Komisarzy Ludowych Turkmeńskiej SRR, 1927-1930 zastępcą szefa budowy Turksiba, od 1930 dyrektorem Naukowo-Badawczego Instytutu Ludowego Komisariatu Komunikacji Drogowej i następnie do grudnia 1936 szefem Omskiego Trustu Budowlano-Montażowego Ludowego Komisariatu Komunikacji Drogowej ZSRR.
26 grudnia 1936 został aresztowany, 16 lipca 1937 skazany na śmierć przez Wojskowe Kolegium Sądu Najwyższego ZSRR pod zarzutem udziału kontrrewolucyjnej organizacji terrorystycznej i rozstrzelany. 2 czerwca 1956 pośmiertnie zrehabilitowany.